# Route nationale 397
Die Route nationale 397, kurz N 397 oder RN 397, ist eine ehemalige französische Nationalstraße.
Die Straßennummer wurde erstmals 1933 in das Nationalstraßennetz aufgenommen.
Der Streckenverlauf führte von einer Kreuzung mit der Nationalstraße N4 in Stainville aus nach Contrisson und hatte eine Länge von 31 Kilometern.
Im Jahr 1973 wurde die Nationalstraße zu zwei verschiedenen Département-Straßen zurückgestuft und umgewidmet.